# Damier de Pizarro

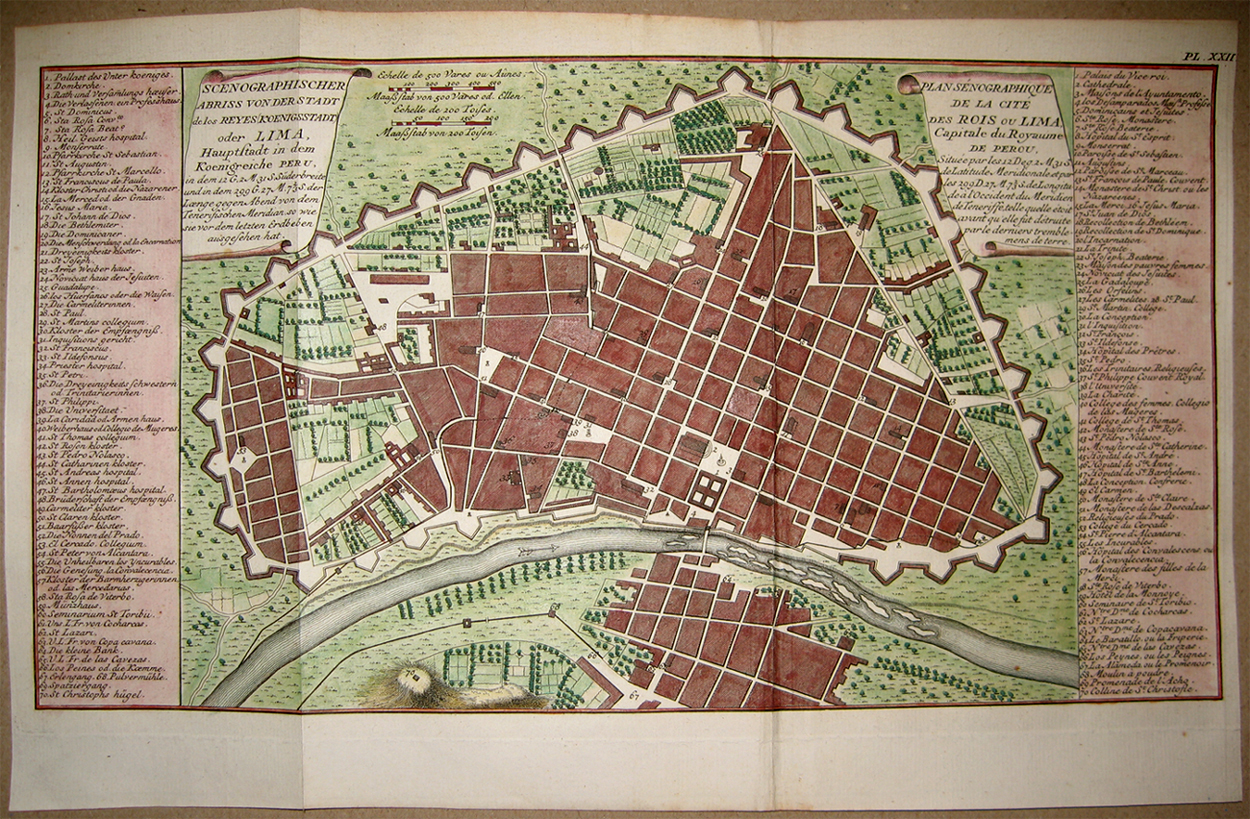
Plan de Lima en 1750.

Le damier de Pizarro ou carré de Lima est le centre-ville historique de Lima, capitale du Pérou. Cette zone correspond au tracé des fondements de la ville.
Son périmètre est délimité par le río Rímac au nord, l'avenida Abancay à l'est, l'avenida Colmena au sud et l'avenida Tacna à l'ouest.
C'est le quartier le plus ancien et le plus central de la ville et sa conception urbaine maintient le style classique espagnol des rues et avenues perpendiculaires qui forment des blocs carrés uniformes.
Les principaux monuments historiques de la ville et plusieurs bâtiments publics du gouvernement du Pérou sont situés dans cette zone, dont le palais du Gouvernement du Pérou et la cathédrale de Lima.